# Max Krone (Ingenieur)
Max Krone (geboren 25. Juli 1870 in Hannover; gestorben 18. September 1942) war ein deutscher Maschinenbauingenieur und Generaldirektor in der Elektroindustrie.

## Leben
Krone war Sohn des als Justiziar bei der Hannover-Altenbekener Eisenbahn-Gesellschaft tätigen Adolf Krone und der Ottilie, geborene Stetefeld.
Er besuchte das Lyceum I in seiner Heimatstadt und studierte anschließend die Fächer Maschinenbau und Elektrotechnik an der Technischen Hochschule Hannover, an der er 1894 mit dem Titel als Dipl.-Ing. abschloss.
Er arbeitete als Ingenieur bei Industrieunternehmen wie beispielsweise bei der Körting Hannover und bei den Maffei-Schwartzkopff-Werken in Berlin. Ab 1910 wirkte er im Vorstand vom Elektrizitätswerk Westfalen in Bochum, einem Vorläufer des Rheinisch-Westfälischen Elektrizitätswerks (RWE).
Im Ersten Weltkrieg diente Krone zunächst als Hauptmann, dann als Major der Reserve der Nachrichtentruppe beim IV. und X. Reserve-Korps an der West- und Ostfront. Zuletzt war er, ausgezeichnet mit dem Eisernen Kreuz 1. und 2. Klasse als Chef des Stabes der Generalinspektion der Nachrichtentruppen in Berlin.
Von 1925 bis 1930 war Krone Generaldirektor der Vereinigten Elektrizitätswerke Westfalen (VEW) in Dortmund. 1926 wurde er von der Technischen Hochschule Hannover zum akademischen Ehrenbürger ernannt, 1929 von derselben Bildungseinrichtung zum Dr.-Ing. E.h. Bereits im Jahr der Machtergreifung durch die Nationalsozialisten wurden Krone 1933 seine akademischen Ehrentitel aberkannt.
Am 13. Juni 2012 hob der Senat der Leibniz Universität Hannover die Aberkennung von Max Krones Ehrenbürgerschaft und des Ehrendoktorats auf und erklärte die von den Nazis vorgenommene Titel-Aberkennung „zu einem von Anfang an nichtigen Unrechtsakte.“

## Familie
Max Krone war verheiratet mit Else, geborene Woehlecke. Aus der Ehe gingen vier Kinder hervor; die Söhne Walter, Otto, Rolf und Gerd.